# Microchaetina petiolata
Microchaetina petiolata là một loài ruồi trong họ Tachinidae.